# XI Mistrzostwa Świata w Akrobacji Szybowcowej
XI Mistrzostwa Świata w Akrobacji Szybowcowej – zawody lotnicze organizowane przez FAI w dniach 20-30 lipca 2005 w Sierpuchowie w Rosji.
Udział w Mistrzostwach brało 38 zawodników z 9 krajów. Rozegrano 6 konkurencji: znaną, dowolną i 4 nieznane.
Wyniki Mistrzostw:
1. Gieorgij Kaminskij (Rosja) – 11170,1386 pkt (81,71%)
2. Jerzy Makula (Polska) – 11134,5972 pkt (81,45%)
3. Ferenc Tóth (Węgry) – 11126,8361 pkt (81,37%)
4. Aleksandr Panifierow (Rosja) (80,39%)
5. Přemysl Vávra (Czechy) (80,15%)
6. János Szilágyi (Węgry) (78,27%)
7. Krzysztof Brząkalik (Polska) (78,07%)
8. Stanisław Makula (Polska) (77,71%)
9. Walentin Barabanow (Rosja) (77,56%)
10. Aleksandr Smirnow (Rosja) (76,71%)

Pozostali Polacy zajęli miejsca:
19. Lucjan Fizia (74,1%)
21. Małgorzata Margańska (73,7%)
29. Maciej Pospieszyński (69,83%)
34. Ireneusz Boczkowski (66,92%)
Wyniki zespołowe:
1. Rosja
2. Polska
3. Węgry